# Districtul Wiang Chiang Rung
Wiang Chiang Rung (în thailandeză เวียงเชียงรุ้ง) este un district (Amphoe) din provincia Chiang Rai, Thailanda, cu o populație de 26.531 de locuitori și o suprafață de 263,3 km².

## Componență
Districtul este subdivizat în 3 subdistricte (tambon), care sunt subdivizate în 43 de sate (muban).
| Nr. | Nume          | În thailandeză | Sate | Locuitori |  |
| --- | ------------- | -------------- | ---- | --------- |  |
| 1.  | Thung Ko      | ทุ่งก่อ           | 15   | 10,227    |  |
| 2.  | Dong Maha Wan | ดงมหาวัน        | 12   | 6,435     |  |
| 3.  | Pa Sang       | ป่าซาง          | 16   | 9,869     |  |